# Belforêt-en-Perche
Belforêt-en-Perche – gmina we Francji, w regionie Normandia, w departamencie Orne. W 2013 roku liczba ludności wynosiła 1709 mieszkańców. 
Gmina została utworzona 1 stycznia 2017 roku z połączenia sześciu ówczesnych gmin: Eperrais, Le Gué-de-la-Chaîne, Origny-le-Butin, La Perrière, Saint-Ouen-de-la-Cour oraz Sérigny. Siedzibą gminy została miejscowość Le Gué-de-la-Chaîne.